# Born In Africa (Dr. Alban-dal)
A Born In Africa című dal a 2. kislemez az azonos címet viselő albumról, mely 1996-ban jelent meg a nigériai Dr. Alban előadásában. A dal Finnországban volt 1. helyezett a listán, a svéd listán a 11., a svájci kislemezlistán a 47, míg az osztrák lista 31. helyéig jutott.

## Tracklista
CD maxi
1. „Born In Africa” (original radio version) – 3:30
2. „Born In Africa” (pierre j’s Radio Remix) – 3:40
3. „Born In Africa” (extended version) – 4:57
4. „Born In Africa” (pierre j’s remix) – 5:59
5. „Born In Africa” (dog’n peo club soda mix) – 4:53
6. „Born In Africa” (dog’n peo cocktail dub) – 5:36
7. „Born In Africa” (2 phat mix) – 4:26

12" kislemez
1. „Born In Africa” (extended version) – 4:57
2. „Born In Africa” (pierre j’s remix) – 5:59
3. „Born In Africa” (dog’n peo club soda mix) – 4:53
4. „Born In Africa” (dog’n peo cocktail dub) – 5:36
5. „Born In Africa” (2 phat mix) – 4:26

## Közreműködő előadók
- Pierre J. - remix, producer
- Douglas Carr, Peo Häggström, Glenn Caster, Ira Ward - remix
- Dr. Alban - szöveg
- Ari Lehtonen, Jorge Vasconcelo - zene

## Külső hivatkozások
- A dal szövege[4]
- A dal videóklipje[5]